# Frunzenskaja (metropolitana di Mosca)
Frunzenskaja (in russo Фру́нзенская?) è una stazione della Metropolitana di Mosca, posta sulla Linea Sokol'ničeskaja. La fermata fu inaugurata il 1º maggio 1957 come prima stazione dell'estensione del ramo Frunzenskij. Dato che questo tratto segue l'ansa del fiume Moscova, l'intero segmento è stato costruito molto in profondità.
La stazione è anche simbolica in quanto è l'ultima a Mosca ad essere stata costruita integralmente secondo lo stile stalinista, che dominava nell'architettura di Mosca sin dalla metà degli anni quaranta; dopo di essa, il design delle stazioni mostra la prova delle decorazioni semplificate (ad esempio le fermate VDNCh e Aleksejevskaja). Frunzenskaja fu disegnata dagli architetti Robert Pogrebnoi e Jurij Zenkivich, che applicarono pilastri, capitelli e volte in marmo color crema, decorati con motivi metallici contenenti stelle a cinque punte. Il fondo dei pilastri è invece più spessa ed è in marmo rosso; dal soffitto pendono otto lampadari, mentre il pavimento è ricoperto in granito rosso e nero. Piastrelle bianche in ceramica ricoprono le pareti. All'estremità orientale della stazione, di fronte a un semicerchio in marmo rosso, vi è un busto di Michail Vasil'evič Frunze (opera dello scultore E.V. Vuchetich), un famoso comandante militare della guerra civile russa, a cui è intitolata la stazione. Il maestoso ingresso della stazione (opera degli architetti Nadia Bykova, Ivan Taranov, I.G. Cherepanov, I.G. Gokhar-Kharmandaryan, N.I. Demchinskiy e T.A. Ilina) è situato su viale Komsomolskij, e fu parzialmente demolito e ricostruito all'interno del Palazzo della Gioventò di Mosca nel 1984; attualmente la stazione sostiene un carico quotidiano di 47.410 persone. Oltre la stazione vi è un tratto di binari che conducono alla Linea Kol'cevaja, utilizzato per gli scambi.